# Пархелий
Пархелий (Parhelia), още лъжливо слънце (разг. на английски: sun dog – „слънчево куче“) в метеорологията е атмосферно оптично явление, което се състои от светло петно от едната или от двете страни на Слънцето. Две слънчеви петна често стоят по фланговете на Слънцето в рамките на 22° ореол (хало).
Слънчевото куче е член на семейството на халотата, причинено от пречупването на слънчевата светлина от ледените кристали в атмосферата. Слънчевите кучета обикновено се появяват като двойка фино оцветени светлинни петна, около 22° вляво и вдясно от Слънцето и на същата височина над хоризонта като Слънцето. Те могат да се видят навсякъде по света през всеки сезон, но не винаги са очевидни или ярки. Слънчевите кучета се виждат най-добре и са най-забележими, когато Слънцето е близо до хоризонта.